# محمد أحمد محمود
محمد أحمد محمود وهو سياسي عراقي من أصل كردي شغل منصب عضو في مجلس النواب العراقي بين عامي 2005 و 2010 عن قائمة الاتحاد الإسلامي الكردستاني.